# 雅达利TOS
雅达利TOS（The Operation System）是雅達利ST系列电脑所使用的操作系统。使用该操作系统的型号包括520ST和1040ST，他们的STF/M/FM和STE版本以及Mega ST/STE版本。此后32位的Atari TT030和Falcon则使用了TOS的新版本MultiTOS，MultiTOS支持多任务处理。

## 历史
雅达利TOS随着雅达利520ST在1985年面世。系统运行在Digital Research公司的GEMDOS平台。主要特性包括平面存储器模式、与DOS兼容的文件系统，支持MIDI，以及对SCSI的支持。TOS最早使用软盘驱动，之后则集成于计算机内的ROM芯片上。

## 组件
TOS包含以下组件：
- 桌面：启动后的主要界面。
- GEM（英语：Graphics Environment Manager）：图形环境管理器，包含应用程序环境服务（AES）和虚拟设备接口（VDI）。
- GEMDOS：GEM磁盘操作系统。
- BIOS
- XBIOS：增强型BIOS。
- Line-A：底层高级图形调用。

以下扩展组件需要单独加载：
- GDOS：图形设备操作系统。
- AHDI：雅达利硬盘接口。

TOS不支持真正的多任务处理，但允许加载最多6个桌面组件（类似终止及常驻程序技术）。

## 文件系统
TOS采用基于GEMDOS的修改过的FAT12文件系统（在独立硬盘上则为FAT16）。主要区别在于引导扇区开始时不需要包含IBM兼容的跳转序列，缺少与PC系统兼容的OEM标识符（TOS1.04之前），以及使用校验将引导扇区标记为可执行。
GEMDOS的文件系统可以被DOS或Windows 9x操作系统读取。

## 版本

### TOS1
- 1.0（1985年11月）
  - 支持机型：520ST、1040ST；
- 1.02（1987年4月）
  - 支持机型：520ST、1040ST、Mega1、Mega2、Mega4；
- 1.04（1989年4月）
  - 支持机型：520ST、1040ST、Mega1、Mega2、Mega4、Stacy；
- 1.06（1989年7月）；
  - 支持机型：520STE、1040STE；
- 1.62（1990年1月）；
  - 支持机型：520STE、1040STE；

### TOS2
- 2.02
  - 支持机型：Mega STE；
- 2.05（1990年12月）
  - 支持机型：Mega STE；
- 2.06（1991年11月）
  - 支持机型：520ST、1040ST、520STE、1040STE；
- 2.07
- 2.08

### TOS3
- 3.01/5/6，仅支持摩托罗拉68030 TT。

### TOS4
- 4.00/1/2/4，仅支持Falcon 30或68030。4.04是雅达利TOS最后一个官方版本。
- 4.92/8，未正式发布的版本，但被泄露。